# プラナルト宮殿
プラナルト宮殿（プラナルトきゅうでん、ポルトガル語: Palácio do Planalto）は、ブラジルの大統領府。首都ブラジリアの中心「三権広場」にある。ブラジル大統領の執務室があり政権の中枢である。なお、大統領居住用の官邸としてアルボラーダ宮殿も存在する。

## 歴史
1960年竣工。この建物の完成はブラジリアが名実共に首都となった象徴的な出来事だった。 盛大な式典が催され大勢の来賓が招待された。「プラナルト」の意味は「高原」である。開発の遅れていたブラジル高原の発展を先導する都市となる期待が込められている。今日「プラナルト」は「連邦政府」の代名詞としてもよく使われる。

## 建築
設計はブラジル人建築家オスカー・ニーマイヤー。三権広場を囲む国会議事堂や連邦最高裁判所も彼が設計したため、非常に調和のとれた景観が形成されている。宮殿の正面には玄関に通じるスロープや演説台があるが、これらが使用されるのは大統領就任式や国賓を迎える時だけである。通常、大統領は裏口から中に入る。
宮殿は4階建てで大統領の執務室は3階にある。執務室には応接室と会議室が付属している。調度品は1940年代から1960年代製作の年代物が中心で、リオデジャネイロ時代から使われている物である。この階には多数の美術品が置かれており、美術館のような雰囲気を醸している。
2階には大統領が公務で使用する部屋がある。「最高会議室」は大統領が閣僚を集めて会議を開く時に使用する。「高貴室」は1000人収容できる大型のホールで、大規模な公式行事で使用する。4階には主席補佐官を初めとする上級職員のオフィスがある。近年、宮殿は老朽化が目に付くようになったため、改修工事が行われ電機通信設備が最新の物に交換された。

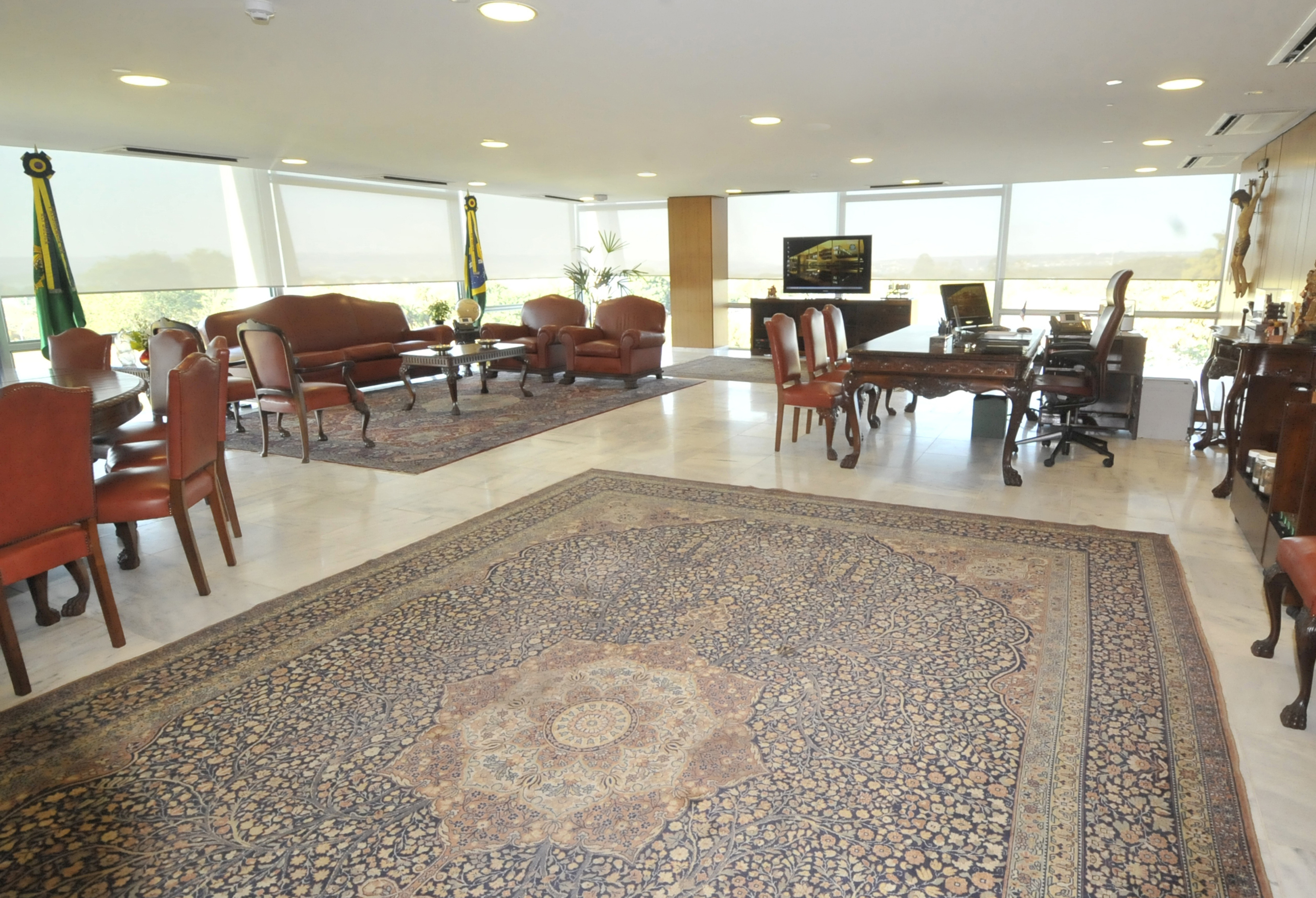
大統領執務室
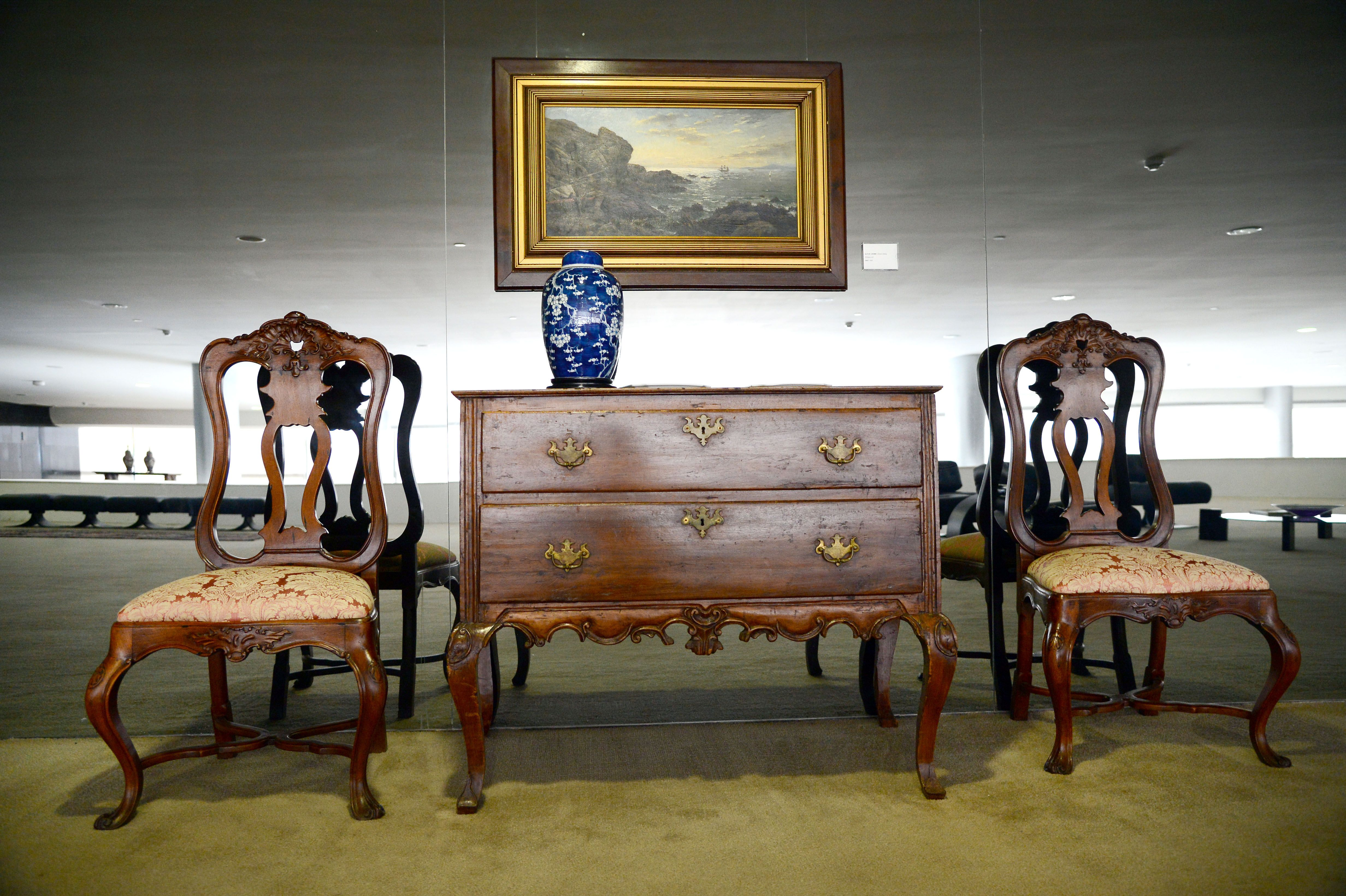
家具
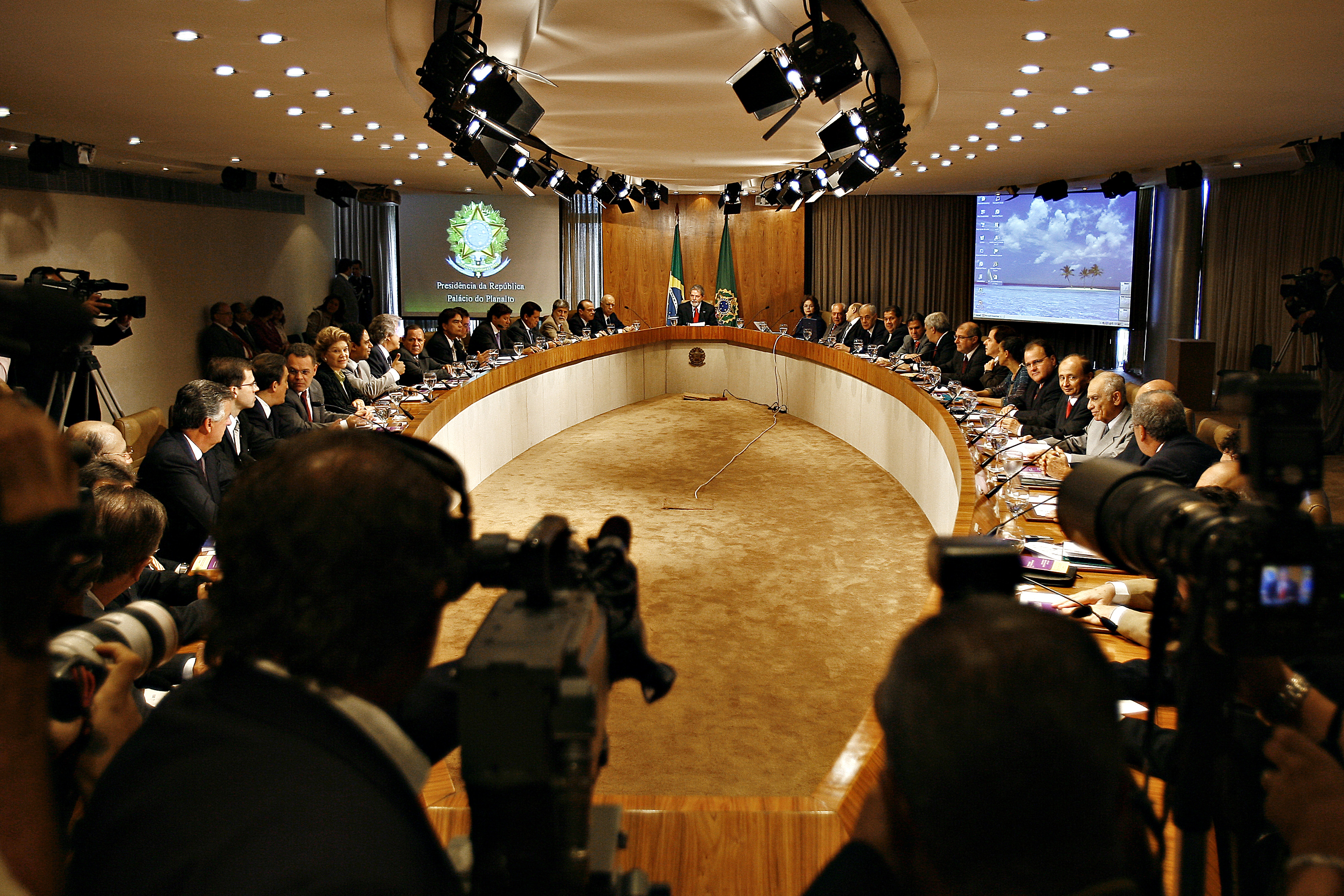
閣僚会議
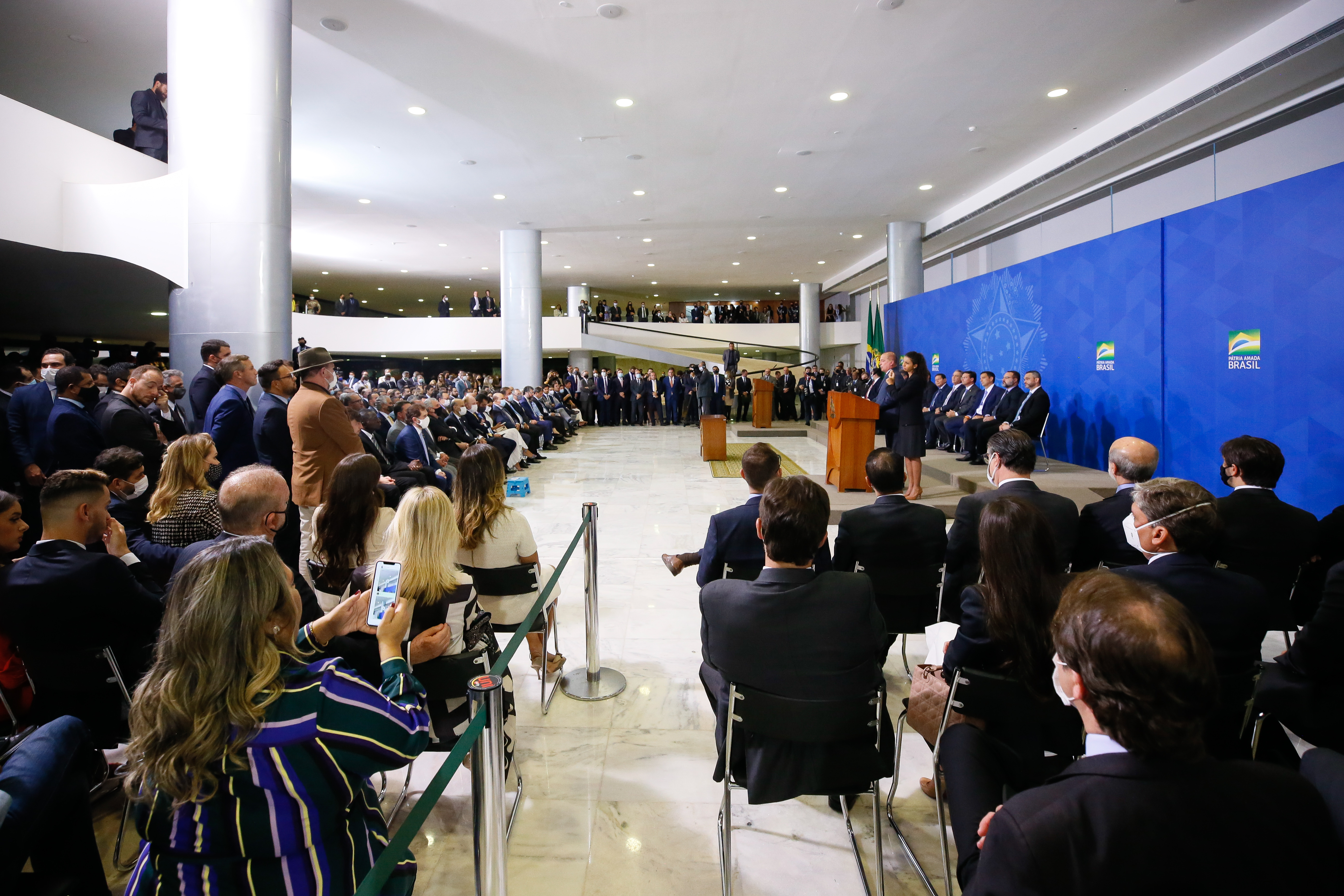
イベント
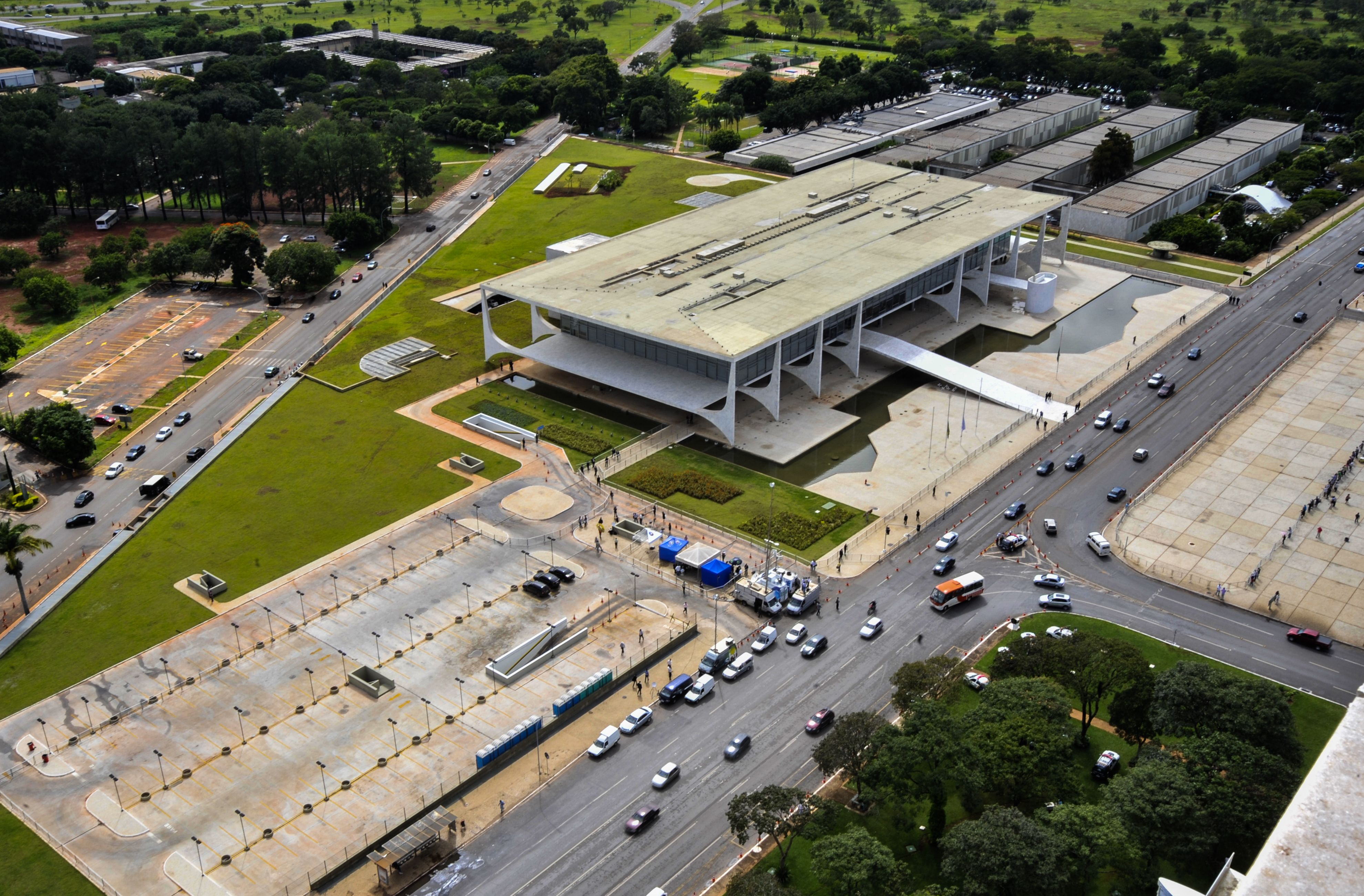
上空から
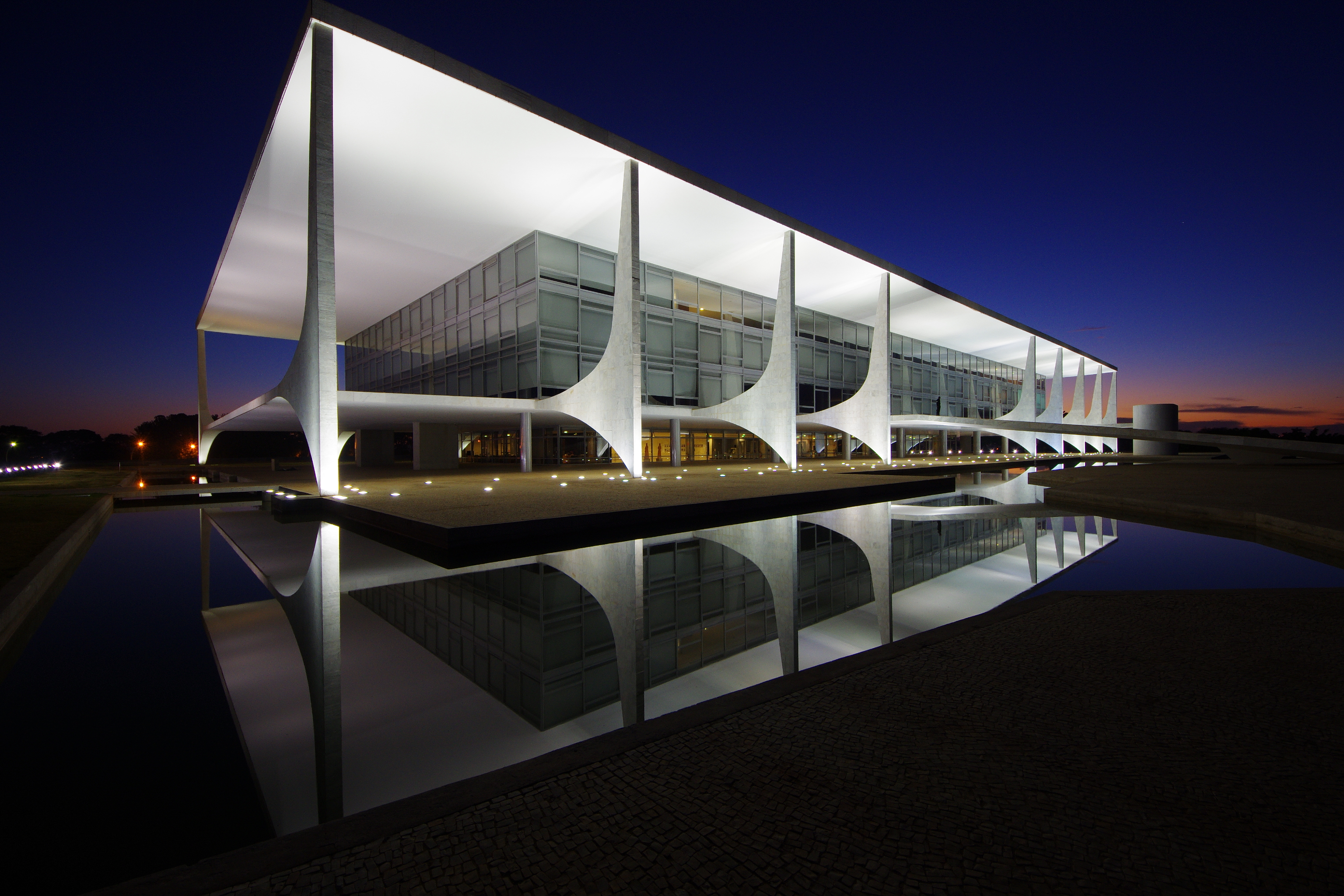
夜景